# 河原木志穂
河原木 志穂（かわらぎ しほ、1976年4月29日 - ）は、日本の女性声優、歌手、ナレーター。東京都出身。ケンユウオフィス所属。

## 概要

### 経歴
子供の頃は、可哀想なくらい声が悪く、親戚や祖母に「どうしてこんな子が生まれちゃったんだろう」と言われた程であった。幼稚園の頃から「声が悪い」と言われ続け、「可愛い子は声をどう出すんだろう」とコンプレックスになっていた。幼稚園の頃から滑舌も悪く男子と間違えられたりしており、可愛い女子に憧れていた。幼稚園の頃から自分の声を観察しており、声を録音し聞いたりを繰り返して研究しており、い段が苦手だった。
小学5、6年生の時にはアナウンサーになりたいと思っており、中学校進学後は宝塚歌劇団に行きたくなり、「喋ったり表現したりする仕事をしたいな」という思いはあった。
高校時代に声優志望の友人の影響で声優の存在を知ったが、その時に授業で朗読をしたところ「声優さんみたい」と誉められたこともあり、「私は声優になるべきか」と勘違いして気が付けば「私向いている!」と考えていたという。
勝田声優学院卒業。以前は紅屋25時、voicegarageに所属していた。
アニメ『ファンタジックチルドレン』で共演した浦田優・松本さち・はらさわ晃綺・高口幸子・矢口アサミと「オエセル隊」を結成。毎年12月にライブを行っている。
水野愛日や遠藤綾と共に「Plume」（プリュム）というユニットを結成し、自主制作CDのリリース、ステージ、ネットラジオなどの活動をしている。2007年12月8日にはライブイベントにてランティスと契約したことを発表した。
2022年7月3日0:00から「おしほチャンネル」にてアニメ『School Days』のメインヒロイン・西園寺世界としてVtuberデビュー。

### 人物・エピソード
ビールなどのアルコール類は苦手である。これは中学時代の修学旅行にて、両親へのお土産に酒を購入しようとしたが、引率の教師に指摘されたことがトラウマとなったためで、「一生、お酒は飲まない」と決意した。
弟がおり、溺愛している。本人の事務所プロフィールに「趣味：弟」と記されていた時期があったり、風華チルヲ作の漫画『アットホーム・ロマンス』2巻の帯には「ブラコン声優」として文を執筆した経験もある。
2012年3月に入籍したことを、同年4月16日付けのブログで発表。4か月後の8月15日には妊娠6か月であることを発表した。年齢的に早く子供が欲しかったとは思っていたが、（自身の予想よりは）あまりに早かったと述べている。妊娠に伴い、当初キャスティングされていたテレビアニメ『リトルバスターズ!』西園美魚役を降板した（後任は巽悠衣子。2013年10月のアニメ第2期、および2012年11月以降のゲーム移植版からは復帰している）。入籍・妊娠後も弟に会いたいがために週に2回は実家に戻っている。2012年12月7日20時44分に2905グラムの女児を出産したことを同年12月10日付けのブログで発表。12月7日は『School Days』で演じた西園寺世界の誕生日でもあり、同ブログ内でも彼女への祝辞を述べている。
声種は高めのハスキー。趣味はDIY、特技は驚くほど寝つきがいいことを挙げている。また、危険物取扱者乙種第4類（乙4）の資格を所持している。

## 出演
太字はメインキャラクター。

### テレビアニメ
1998年
- Night Walker -真夜中の探偵-（新人女優、回想の少女、女、友人）
- 彼氏彼女の事情（女生徒 他）

1999年
- デュアル!ぱられルンルン物語（女性技術者、女性職員、パイロット）

2000年
- 妖しのセレス（女）
- ちびまる子ちゃん（えっちゃん、すみれちゃん）
- BARRY PARTY（バリーナ・キッチュ、ピープー）
- へろへろくん（ホレホレ、ハナハナ、ジナジナ、女子高生）

2001年
- X -エックス-（緋炎、ミチコ）
- 爆転シュート ベイブレード（インド人A、女の子B、少女A）

2002年
- 七人のナナ（女生徒A、ウェイトレス、チアリーダー、女の子の幽霊、安土 他）
- 天地無用! GXP（火煉、女子高生A、女性研究員、女子店員）
- ドラゴンドライブ（受付嬢）

2003年
- ガングレイヴ（学友、住人）
- 獣兵衛忍風帖 龍宝玉篇（女）
- 天使のしっぽChu!（女子A）

2004年
- 下級生2〜瞳の中の少女たち〜（柴門たまき）
- ファンタジックチルドレン（2004年 - 2005年、ヘルガ / セラフィーヌ / クリスティーナ / ティナ）
- 最遊記RELOAD GUNLOCK（悟浄のコマ）
- 鉄人28号（第4作）（子供、看護師）
- 天上天下（葛葉真魚、小学生、コンピュータ）
- 遙かなる時空の中で-八葉抄-（赤蛇、女房、女、子供、美女、村人）
- MONSTER（2004年 - 2005年、トルコ人女性の子供、ベアーデ、子供、リポーター、少年C、看護婦、女子大生 他）
- MEZZO -メゾ-（美咲）
- LOVE♥LOVE?（女生徒A）

2005年
- IZUMO -猛き剣の閃記-（ヒミコ）
- ローゼンメイデン シリーズ（2005年 - 2013年、柿崎めぐ） - 2シリーズ + 特別編
- おくさまは女子高生（遠藤さとみ）
- うえきの法則（バロウ・エシャロット）
- 地獄少女 シリーズ（2005年 - 2006年、級友、女子） - 2シリーズ
- フルメタル・パニック! The Second Raid（堂前）

2006年
- 鍵姫物語 永久アリス輪舞曲（篝木キリカ）
- MUSASHI -GUN道-（カグヤ）
- RAY THE ANIMATION（鎌倉留美）
- Gift〜eternal rainbow〜（外薗綸花、女子生徒 他）
- Canvas2 〜虹色のスケッチ〜（バスケ部員）
- スーパーロボット大戦OG -ディバイン・ウォーズ-（ユン・ヒョジン）
- Strawberry Panic（狩野水穂、生徒B、ナレーション 他）
- 蒼天の拳（女生徒、美女1、美女2）
- TOKKO 特公（荒羅木繭、女子高生）
- ひまわりっ!（2006年 - 2007年、ちょろぎ、花壇みつ） - 2シリーズ
- 姫様ご用心（やさしい先生）
- それいけ!アンパンマン（ネコ美〈7代目〉）
- BLACK LAGOON The Second Barrage（鷲峰雪緒の友人真希）
- 雪の女王（ゲルダの母）

2007年
- 桃華月憚（フウ）
- 一騎当千 シリーズ（2007年 - 2010年、賈詡文和、楽進文謙） - 2シリーズ
- 怪物王女（フランドル 他）
- School Days（西園寺世界）
- 機神大戦ギガンティック・フォーミュラ（マーくん母、キャスター）
- CLAYMORE（カティア）
- シグルイ（女）

2008年
- 恋姫†無双（2008年 - 2010年、公孫賛） - 3シリーズ
- ゴルゴ13（機内アナウンス）
- しおんの王（瀬戸一美）
- 秘密 〜The Revelation〜（榎木緑）
- BLUE DRAGON 天界の七竜（ナタリア）
- PERSONA -trinity soul-
- 魔人探偵脳噛ネウロ（江崎志帆）

2009年
- ライブオン CARDLIVER 翔（新木優）

2010年
- スーパーロボット大戦OG -ジ・インスペクター-（ユン・ヒョジン）
- 閃光のナイトレイド

2011年
- 世界一初恋（武藤雪菜） - 2シリーズ
- 変ゼミ（蒔子＝グレゴリー）
- 星空へ架かる橋（万千歌）
- 真剣で私に恋しなさい!!（橘天衣）
- ゆかいなみつばちファミリー（ルビー）

2012年
- 貧乏神が!（石蕗梨香）

2013年
- 名探偵コナン（2013年 - 2022年、岡村咲、大磯浜香、佐伯菫、佐伯由利、平沢香）
- リトルバスターズ! 〜Refrain〜（西園美魚）

2014年
- 金田一少年の事件簿R（石田麻利亜）

2015年
- 暗殺教室（2015年 - 2016年、速水凛香） - 2シリーズ

2016年
- 名探偵コナン エピソード“ONE” 小さくなった名探偵（礼子）

2017年
- ガヴリールドロップアウト（ヴィーネ母）
- シルバニアファミリー ミニストーリー（2017年 - 2020年、ミリンダ〈トイプードルの女の子 / トイプードルちゃん〉、メリンダちゃん） - 4シリーズ

2020年
- BanG Dream! 3rd Season（先生）

2021年
- ドラえもん（テレビ朝日版第2期）（お姉さん、子ども②）
- 装甲娘戦機（アオノ）
- かぎなど（2021年 - 2022年、西園美魚、西園美鳥） - 2シリーズ

2022年
- クレヨンしんちゃん（だんまり）
- 真・一騎当千（楽進文謙）

2024年
- 夏目友人帳 漆（オリガミ）

2025年
- 人妻の唇は缶チューハイの味がして（郡山結） - オンエア版

### 劇場アニメ
- 鉄人28号 白昼の残月（2007年）
- 劇場版 暗殺教室 365日の時間（2016年、速水凛香）
- 名探偵コナン 緋色の弾丸（2021年、リポーター）
- 劇場版 クドわふたー（2021年、西園美魚[35]）

### OVA
1998年
- MASTERキートン（子供）

2000年
- ジョジョの奇妙な冒険 ADVENTURE（女生徒A）
- 超人ロック ミラーリング（エマ）
- ファーストKiss☆物語 〜Kissからはじまる物語〜（女生徒A）

2002年
- フロム I"s アイズ 〜もうひとつの夏の物語〜（森崎祐加、子供時代の一貴）

2003年
- 遙かなる時空の中で2-白き龍の神子-（女）

2004年
- 影Shadow（年少の華龍）※アダルトアニメ

2006年
- _summer（消し子#1、子供時代の匠#2）

2008年
- School Days OVAシリーズ（西園寺世界） - 2作品
- 絶対衝激 〜PLATONIC HEART〜（大門寺咲）

2009年
- あきそら（葵アキ）
- 恋姫†無双 OVAシリーズ（2009年 - 2011年、公孫賛） - 3作品

2010年
- 変ゼミ（蒔子＝グレゴリー）

2011年
- SUPERNATURAL:THE ANIMATION（ナンシー）
- 星空へ架かる橋 OVAスペシャル（万千歌）

2012年
- 間の楔 第2期（ミメア）

2014年
- リトルバスターズ! EX（西園美魚）

2020年
- 天地無用！魎皇鬼（第伍期）（火煉）

### Webアニメ
- 殺せんせーQ!（2017年、速水凛香）

### ゲーム
1999年
- アームド・ファイター（ドミヌラ）

2001年
- Missing Blue（緋山花乃香）
- ハリー・ポッターと賢者の石

2004年
- 鉄人28号（ニュースキャスター）

2005年
- テイルズ オブ コモンズ（セフィナ）
- ハリー・ポッターと炎のゴブレット（ハーマイオニー・グレンジャー）

2006年
- トリガーハート エグゼリカ / エンハンスド（2006年 - 2009年、エグゼリカ） - 2作品
- Gift -prism-（外薗綸花）
- ピンキーストリート キラキラ☆ミュージックアワー（アンジュ、スゥ、ルイ）

2007年
- スーパーロボット大戦OG ORIGINAL GENERATIONS（ユン・ヒョジン）
- 召喚少女 〜ElementalGirl Calling〜（エイミィ）
- セイント・ビースト〜螺旋の章〜（妖魔イヅナ）
- スーパーロボット大戦OG外伝（ユン・ヒョジン）

2008年
- School Days L×H（西園寺世界）
- 桃色大戦ぱいろん（せりか）
- ウハウハ大奥（御半下）

2009年
- Clear 新しい風の吹く丘で（市原瑞希、桜子の母）
- 朧村正（弓弦葉）
- L2 Love×Loop（マザーコンピュータ、エルザ）
- テイルズ オブ グレイセス（シェリア・バーンズ）

2010年
- 三国恋戦記〜オトメの兵法!〜（芙蓉姫） - PC通常版
- ティンクル☆くるせいだーすGoGo!（千軒院清羅）
- テイルズ オブ グレイセス エフ（シェリア・バーンズ）

2011年
- テイルズ オブ ザ ワールド レディアント マイソロジー3（シェリア・バーンズ）
- デビルサバイバー オーバークロック（マリ）

2012年
- テイルズ オブ ザ ヒーローズ ツインブレイヴ（シェリア・バーンズ）
- リトルバスターズ！ PERFECT EDITION / Converted Edition PS3版（2012年 - 2013年、西園美魚、西園美鳥） - 2作品

2013年
- スロッターマニアV 絶対衝激II（大門寺咲）
- 神咒神威神楽 曙之光（玖錠紫織）
- 姫と林檎にくちづけを（白雪姫）
- 三国恋戦記〜オトメの兵法!〜 思いでがえし（芙蓉姫）

2014年
- 西園美魚密室殺人事件!?（西園美魚） - 第2期アニメBD初回版収録
- IslandDays（西園寺世界）
- ウチの姫さまがいちばんカワイイ（古狐姫・玉藻）
- テイルズ オブ ザ ワールド レーヴ ユナイティア（シェリア・バーンズ）

2015年
- 暗殺教室（2015年 - 2016年、速水凛香） - 2作品

2016年
- スーパーロボット大戦OG ムーン・デュエラーズ（ユン・ヒョジン）
- 三国恋戦記 思いでがえし CS Edition（芙蓉姫）
- トリックスター 召喚士になりたい（ニール、ベルン）
- リング☆ドリーム 女子プロレス大戦（社務さわり）
- クイズRPG 魔法使いと黒猫のウィズ（ラウズメア）

2017年
- テイルズ オブ ザ レイズ（シェリア・バーンズ）

2018年
- グランブルーファンタジー（アイリ）

2019年
- スーパーロボット大戦X-Ω（ユン・ヒョジン）
- ポケモンマスターズ（カヒリ）

2020年
- ユートピア・ゲート〜双子の女神と未来へのつばさ〜（ヘスティア）
- 一騎当千 エクストラバースト（賈詡文和）

2023年
- ひぐらしのなく頃に 命（西園寺世界）
- ドルフィンウェーブ（アマデア・ウォルファ）
- Fate/Samurai Remnant（地右衛門の母、女 中年 おっとり）

2024年
- ヘブンバーンズレッド（綾音）

### パチスロ
- パチスロ一騎当千 Dragon Destiny（2008年、賈詡文和）
- 絶対衝激 〜PLATONIC HEART〜（2009年、大門寺咲）
  - 絶対衝激II 〜PLATONIC HEART〜（2013年、大門寺咲）

### 吹き替え

#### 担当女優
アリソン・ストーナー
- アリスは悩める転校生（アリス・マッキンリー）
- キャンプ・ロック（ケイトリン）
- キャンプ・ロック2 ファイナル・ジャム（ケイトリン）
- ステップ・アップ3（カミール・ゲイジ）
- ステップ・アップ5:アルティメット（カミール・ゲイジ）

#### 映画
- クロッシング（ミソン）
- CODE:0000 コード:ゼロ
- トゥームレイダー（少女時代のララ）※DVD・ビデオ版
- 2046（ジェウェン）
- ビッグ・トラブル（ジョージー・マクブルーム〈アリス・イヴ〉）
- 別離（アンマリー）※パブリックドメインDVD版
- 墓地（アリー）
- マシニスト
- 霊-リョン-（ハン・スイン）
- ルール
- ルールズ・オブ・アトラクション
- ルパン

#### ドラマ
- ER XII 緊急救命室（モリーン）#254
- ER XV 緊急救命室（エミリー）
- カエルになった王子様（ユンシ）
- コールドケース3（エマ）#13
- 孔子（少年期の子路）
- 神鵰侠侶（公孫緑萼）
- デスパレートな妻たち4（ケイラ・ハンティントン）
- 名探偵モンク4 #2
- 不良〈ヤンキー〉ですね（レイ・ティン）

#### アニメ
- ファングボーン（ビルの母）
- フィニアスとファーブ（イザベラ・ガルシア・シャピロ）
- フィニアスとファーブ/ザ・ムービー（イザベラ・ガルシア・シャピロ）
- テレサ アンナ ヘレナ 3つごのだいぼうけん（アンナ）

### ドラマCD
時期不明
- Cafe吉祥寺で
- 逆境ナイン
- 遙かなる時空の中で1
- うえきの法則 聴くドラマCD〜新たなる能力者たちの法則〜（バロウ・エシャロット）

2002年
- Missing Blue 06 聖遼学園高等部2年C組〜瑞希〜 / 07 聖遼学園高等部2年C組副担任〜命〜（緋山花乃香）

2003年
- DRAMA CD BRONZE zetsuai since 1989
  - Vol.1（飯島愛里）
  - Vol.2（スチュワーデス、少年）

2004年
- 下級生2 ドラマCD(1)（柴門たまき）
- 僕の声 金のがちょう編（王様）
- キレパパ。（女A）
- 暴君のカジョーな愛情（佐倉映子）
- いつかじゃない明日のために/side直哉
- 幸せのLEVEL Part3（巽ユカリ）

2005年
- 王子様☆ゲーム（少年時代の朱牙）
- EREMENTAR GERAD -蒼空の戦旗-（ミリンダ）
- ファンタジックチルドレン コックリ島のひととき〜ボラボラ様からの贈りもの（ヘルガ）
- ドラマCD そんなんじゃねえよ（山路可菜子）
- 香港貴族に愛されて（カリーナ・リン）
- 恋はいつも嵐のように+（女子大生）
- 兄弟限定! BROTHER×BROTHER（ウェイトレス）
- 恋愛協定〜抜け駆けナシ!（女子生徒）
- 純愛ロマンチカ2
- IZUMO2 猛き剣の閃記 キャラクターソング＆ドラマCD Vol.4 ヒミコ＆大斗剛（ヒミコ）

2006年
- 下級生2〜季花詞集(Anthology)〜 テーマソング＆ドラマCD（柴門たまき）
- 鍵姫物語 永久アリス輪舞曲 Drama CD「きらはの物語」（篝木キリカ）
- お・り・が・み 天の門（みーこ）
- ローゼンメイデン トロイメント シリーズ（2006年 - 2007年、柿崎めぐ、ジン）
  - オリジナルドラマCD
  - Character Drama Vol.1、7
  - 〜クリスマス編〜

- ドリームバスター 01
- 攣哀感情 二重螺旋3（女子生徒）
- 愛を歌うより俺に溺れろ!〜溺死寸前!? 湯けむり温泉親睦旅行〜（成瀬薫、黒木麗子）
- 恋情のキズあと（中森涼子）
- きみが恋に堕ちる スペシャル ミニ・ドラマCD（花村）
- おしかりCD

2007年
- 水銀燈の今宵もアンニュ〜イ Vol.1 - 3、アニメージュ出張版（柿崎めぐ）
- トリガーハート エグゼリカ 〜パラレルアンカー〜（エグゼリカ）
- 怪物王女（2007年 - 2009年、フランドル） - 2作品
- WORKING!!（轟八千代、幼年期の小鳥遊宗太）
- 天使の啼く夜（水澤景子）
- 告白CD（鈴木留）
- ありえない告白CD
- 委員長CD
- School Days DRAMA CD Vol.1、2（西園寺世界）

2008年
- 言ノ葉ノ花（結衣子）
- 愛こそ明日の絶対（美夏）
- 間の楔II〜NIGHTMARE〜（ミメア）
  - 間の楔III〜RESONANCE〜（ミメア）

- ヤンデレの女の子に死ぬほど愛されて眠れないCD（柏木園子）
- 私は私のまま、誰にでも変われる キャラクターCD Vol.5 咲河りふる（女怪人“○○○○○”）
- BLUE DROP LOVERS SIDE 〜神子〜（順子）
- おねえちゃんCD
- 添い寝CD
- 目覚ましCD
- 敗北CD
- 必殺技CD
- おにいちゃんCD Advance

2009年
- 方言CD
- （´Д｀；）ハァハァCD

2010年
- どみなのド!（大杉鸚哥）
- ヤンデレ惨 〜ヤンデレの女の子に死ぬほど愛されて眠れないCD3〜（桜ノ宮慧梨主）
- ドラマCD テイルズ オブ グレイセス 第1巻 - 第4巻（シェリア・バーンズ）
- おねだりCD 天使のささやき
- おねだりCD 悪魔のいたずら
- 三国恋戦記〜オトメの兵法!〜 公式ドラマCD 玄徳篇 逢引日和（芙蓉姫）

2011年
- 妄想ボイスCD【ごっこ編】『赤ちゃんCD』（5月25日）
- 妄想ボイスCD【ごっこ編】『いたずらCD』（5月25日）
- Spica〜イプシロンの煌めき〜（若菜、シリウス、ミュー 他多数共に5役）
- 不条理で甘い囁き（小池笑美理）
- アンソロジードラマCD テイルズ・オブ・グレイセス 2011 Summer（シェリア・バーンズ）
- れすきゅーME!（小園杏奈）
- TVアニメ『スーパーロボット大戦OG ジ・インスペクター』ドラマCD VOL.1（ユン・ヒョジン）

2012年
- アンソロジードラマCD テイルズ・オブ・グレイセス 2012 Summer（シェリア・バーンズ）
- ゴールデンドロップ 雨露に眠るエメラルド（ミーシャ、ルベル）

2013年
- アンソロジードラマCD テイルズ・オブ・グレイセス 2012 Winter（シェリア・バーンズ）
- こ惑星接近（秋山）
- 姫と林檎にくちづけを〜外伝〜 時満つる夜の子守唄（白雪姫）
- 新・水銀燈の今宵もアンニュ〜イ（柿崎めぐ）
- 不謹慎で甘い残像（小池笑美理）

2014年
- スメルズ ライク グリーン スピリット（三島の母）

2015年
- ゴールデンドロップ外伝（エルメイユ）

2016年
- ヤンデレCD Re:birth 〜ヤンデレの女の子に死ぬほど愛されて眠れないCD4〜（朽梨彩子）

2018年
- ゴールデンドロップ 雷雨に燃ゆる炎（ミーシャ）
- 謎解きR.P.G. Battle-Side & Love-Side COMPLETE DISC（踊り子）

### コンテンツ
- iPhone/iPod Touch向けアプリ「萌めざまし」（2010年[53]）

### 朗読
- オーディオブック『猫と生きる。（天然生活の本）』（2022年、ナレーター[54]）

### ASMR
- ママといっしょにおねんねしましょ 〜グータラママ編〜（2024年、宇喜田早苗）

### ナレーション・ボイスオーバー
- 特ネタ!ニッポン宝島
- インターネットトゥナイト（ナレーション）
- アイドルアイランド（ナレーション）
- MUSICチョップ（ナレーション）
- 映画に夢中（ナレーション）
- 夢テニス テニスの王子様（ナレーション）
- 陳健一の素敵なたくらみ（ナレーション）
- ディズニートラベラー（ナレーション）
- ロンブー龍
- ボリショイサーカス
- 大進撃放送BONZO!

### テレビCM
- マクドナルド
- ダイハツカウメイト
- トワールバトン
- サンスター文具

### ラジオCM
- ヤマザキパン 極技
- 小学館 コロコロコミック
- ロッテ アーモンドチョコレート

### CD

#### 朗読CD
- 世界の終わりという名の雑貨店 朗読CD
- 『竹岡広信の英作文が面白いほど書ける本』付属CD（日本語のガイダンス音声）

#### ミュージカル実況CD
- 微笑みは夜霧にきえて（2015年）

#### ラジオCD・トークCD
2000年代
- Plume物語 〜お茶の時間〜
- Radio"School Days" CD Vol.1 - 3（2007年 - 2008年）
- ラジオ☆オエセル隊（2007年12月24日）
- 恋姫†無双 DVD第1巻初回限定版特典 恋姫†無双ラジオ出張版CD（ゲスト、2008年10月1日）
- 一騎当千DDR〜Dragon Destiny Radio〜（第9回ゲスト、2008年10月24日）
- ラジオ恋姫†無双〜はわわ!再編集しちゃいました〜（第4回ゲスト、2009年1月23日）

2010年代
- 真・恋姫†無双 DVD/BD第1巻初回限定版特典 真・ラジオ恋姫†無双DVD出張版CD（ゲスト、2010年1月6日）
- ＜音泉＞スペシャルCD 2012夏、冬（2012年8月、12月）
- DJCD テイルズリング・フェスティバル 2013（2013年）
- 「SCRUM Radio〜らむらじ〜」ラジオCD Vol.2（2013年8月）
- ＜音泉＞スペシャルCD 2013夏、冬（2013年8月、12月）
- ラジオCD「リトルバスターズ!R」Vol.5（2014年1月29日）
- 声のれっすんす〜ん 課外授業（2014年）
- ＜音泉＞スペシャルCD 2014夏、冬（2014年8月、12月）
- ユニット仲良く数珠つなぎ（2015年）
- ＜音泉＞スペシャルCD 2015夏、冬（2015年8月、12月）

### DVD-ROM
- あいうらじお 完全版ディスク（第8回ゲスト、2013年8月2日）

### ラジオ
※はインターネット配信。
時期不明
- ラジオ☆真・オエセル魂

1990年代
- VOICE CREW（1997年 - 1998年、NACK5） - 2代目パーソナリティ

2000年代
- 下級生はらいむいろ（2004年 - 2005年、文化放送「A&G 超RADIO SHOW〜アニスパ!〜」内箱番組）
- Giftにじいろホームルーム（2006年、ランティスウェブラジオ※）
- Plume物語 〜お茶の時間〜（2006年 - 2009年、アニたま電波局）
- Radio School Days（2007年 - 2008年、ランティスウェブラジオ※・音泉※）
- Plume物語 〜Royal Plume Tea〜（2007年 - 2008年、ランティスウェブラジオ※）
- おしほラジオ〜とりあえず、のーぷらん!〜（2009年 - 、河原木志穂公認ファンサイト「春のはつ花」内※）

2010年代
- ラジオ・星空へ架かる橋「よろづよ別館」（2011年、音泉※）
- 魁！オエセル学園（2016年 - 2017年）

#### ラジオドラマ・ボイスドラマ
- 東京探偵小町（2004年、永原時枝）
- お・り・が・み（2006年、みーこ）
- BLUE DROP LOVERS SIDE〜神子〜（2007年、順子）
- ゴールデンドロップ 遥かなる恵みの雫（2010年、ラルカ）
- ゴールデンスノウ 黄金の雪と聖なる夜（2011年、エルメイユ）

### テレビ番組
- 有野の穴（第24・25回ゲスト、tvk）
- Kidsビーンズ（2004年4月 - ？、顔出しで出演やナレーション）
- Re:あにてれ情報局（2008年1月25日放送回ゲスト、テレビ東京）
- PON!（2014年1月20日、日本テレビ・中京テレビ）

### Webテレビ
- 音mart Presents 声優バラエティ ベッドの上からお届けします!（2012年7月 - 2016年3月、ニコニコチャンネル内音泉チャンネル）
- 大坪由佳のツボンジュ〜ル☆（第7回、2013年5月16日、ニコニコチャンネル内GA文庫公式チャンネル）
- ローゼンメイデンTV2（声：柿崎めぐ、2013年9月17日、ニコニコ生放送）
- DTMステーションPlus!（2013年11月4日、Ustream）

### 映像商品
時期不明
- FCオエセル2008 パンフレット

2005年
- First Cast 声優編 Vol.02（2月25日）
- アニフェス2004冬祭り〜下級生2＆らいむいろ流奇譚X イベントDVD〜（3月25日）
- 下級生はらいむいろ〜ラジオじゃないラジオ〜 下級生2PART 全3巻

2007年
- 怪物王女 DVD3巻 - 5巻（特典映像、11月08日〜12月13日）

2008年
- ファミ通キャラクターズDVD Vol.5（「School Days L×H 発売記念 特別授業」が収録、1月18日）
- 怪物王女 DVD9巻（特典映像、2月14日）

2010年
- テイルズ オブ フェスティバル 2010（12月17日）

2011年
- 変ゼミ DVD/Blu-ray第1 - 3巻特典映像「変ラボ 女子会」
- 『星空へ架かる橋』Blu-ray&DVD 第1 - 6巻、OVAスペシャル特典映像「山比古どうでしょう『河原木志穂・大久保藍子の飛騨高山ぶらり旅』映像」

2012年
- テイルズ オブ フェスティバル 2012（10月5日）

2013年
- 「音mart Presents 声優バラエティ ベッドの上からお届けします!」〜ひと夏の思い出SP〜（8月13日）
- テイルズ オブ フェスティバル 2013 Blu-ray Disc（11月6日）

2014年
- 音mart Presents 声優バラエティ ベッドの上からお届けします! おやすみセット（8月18日）

2015年
- イベントへの道（10月5日）

2016年
- 暗殺教室 スペシャルイベント 祭りの時間（3月25日）
- ビデオクリップDVD「星の記憶/未来地図」（9月3日）
- 夢幻の桜・月への祈り（12月23日）

2019年
- テイルズ オブ フェスティバル 2019 Blu-ray（11月26日）

2020年
- テイルズ オブ グレイセス Anniversary Party（4月30日）

### オリジナルビデオ
- 愛の萌えメイド（2006年、皆月七世）

### 舞台
※Matsu-Ragi名義の出演舞台除く。
2012年
- 音楽朗読劇『虹色の星〜ぼくと人魚と灰色の王〜』（1月14日）
- 音楽朗読劇『ひとひら』（1月14日）
- 演劇企画CRANQ「絢爛とか爛漫とか〜モダンガール版〜」（2月1日 - 5日、ザ・ポケット） - 柳原まや子 役

2015年
- 演劇企画CRANQ 3rd STAGE「止むに止まれず！」（2月10日、ザ・ポケット） - 謎の女 役

2016年
- 演劇企画CRANQ 4th STAGE Sound Play #1『プリモ・ピアット〜おいしい関係〜』（11月2日 - 6日）

## ディスコグラフィ

### シングル
| 枚  | 発売日        | タイトル | 規格品番 | 最高位 |
| --- | ------------- | -------- | -------- | ------ |
| 1st | 2013年12月2日 | Iris     | hh-0004  |        |

### ミニアルバム
| 枚  | 発売日       | タイトル           | 規格品番 | 最高位 |
| --- | ------------ | ------------------ | -------- | ------ |
| 1st | 2011年5月1日 | filling the vanity | hh-0001  |        |

### 映像作品

#### PV集
| 枚  | 発売日       | タイトル | 規格品番 | 最高位 |
| --- | ------------ | -------- | -------- | ------ |
| 1st | 2011年5月1日 | 深淋の森 |          |        |

### その他参加楽曲
| 発売日         | 商品名                                                | 歌 | 楽曲                                                                       | 備考                                                          |
| 2004年         | 2004年                                                | 2004年 | 2004年                                                                     | 2004年                                                        |
| -------------- | ----------------------------------------------------- | --- | -------------------------------------------------------------------------- | ------------------------------------------------------------- |
| 11月26日       | 下級生2〜瞳の中の少女たち〜 ソング・コレクション      | カチューシャ | 「18」                                                                     | テレビアニメ『下級生2〜瞳の中の少女たち〜』オープニングテーマ |
| 11月26日       | 下級生2〜瞳の中の少女たち〜 ソング・コレクション      | カチューシャ | 「恋の歌」                                                                 | テレビアニメ『下級生2〜瞳の中の少女たち〜』エンディングテーマ |
| 11月26日       | 下級生2〜瞳の中の少女たち〜 ソング・コレクション      | 柴門たまき（河原木志穂） | 「夏」                                                                     | テレビアニメ『下級生2〜瞳の中の少女たち〜』関連曲             |
| 12月2日        | [ 注 4 ]                                              | 河原木志穂 | 「国色天香」                                                               | ヴォイスドラマ『東京探偵小町』主題歌                          |
| 2005年         |                                                       | |                                                                            |                                                               |
| 9月14日        | Love Love! Chuっ Chuっ!/愛の子猫                      | 川澄綾子、遠藤綾、河原木志穂 | 「愛の子猫」                                                               | テレビアニメ『おくさまは女子高生』エンディングテーマ          |
| 2006年         |                                                       | |                                                                            |                                                               |
| 2月24日        | 下級生2〜季花詞集(Anthology)〜 テーマソング＆ドラマCD | カチューシャ2nd | 「RAINBOW」                                                                | OVA『下級生2〜季花詞集（Anthology）〜』オープニングテーマ     |
| 2月24日        | 下級生2〜季花詞集(Anthology)〜 テーマソング＆ドラマCD | カチューシャ2nd | 「青春の渦中者たち」                                                       | OVA『下級生2〜季花詞集（Anthology）〜』エンディングテーマ     |
| 2月24日        | 下級生2〜季花詞集(Anthology)〜 テーマソング＆ドラマCD | カチューシャ2nd | 「18（カチューシャ2nd ver.）」 「恋の歌（カチューシャ2nd ver.）」          |                                                               |
| 2007年         |                                                       | |                                                                            |                                                               |
| ？月？日       | 小さな冒険                                            | Matsu-Ragi | 「小さな冒険」 「いつも二人で」 「星屑 -友情-」                            |                                                               |
| 2008年         |                                                       | |                                                                            |                                                               |
| ？月？日       | オリジナルソング『オエセル☆カーニバル』               | | 「オエセル☆カーニバル」                                                    |                                                               |
| 12月23日       | いつも二人で -Jazz orchestra ver-                     | Matsu-Ragi | 「いつも二人で -Jazz orchestra ver-」 「微笑みは夜霧に消える -Piano ver-」 |                                                               |
| 2013年         |                                                       | |                                                                            |                                                               |
| ？年？月？日   | out of soul                                           | O JAPAN | 「KIZUNA-絆-」                                                             |                                                               |
| ？年？月？日   | out of soul                                           | Chiffon | 「メリーゴーランド」                                                       |                                                               |
| 2015年         |                                                       | |                                                                            |                                                               |
| 発売年月日不明 | ラジオ☆真・オエセル魂企画『歌ってみた魂』             | 河原木志穂 | 「想像フォレスト」                                                         |                                                               |
| 2016年         |                                                       | |                                                                            |                                                               |
| 9月3日         | 星の記憶                                              | Matsu-Ragi-Sue | 「星の記憶」 「未来地図」                                                  |                                                               |
| 2018年         |                                                       | |                                                                            |                                                               |
| 10月6日        | ZWEI〜Rein carnation〜                                | 一条和矢、いのくちゆか、岡野浩介、小田久史、河原木志穂、楠田敏之、武田華、はらさわ晃綺、ひと美、藤丸亮、本多諒太、松本さち、み〜こ、水野愛日、村井理沙子 | 「ZWEI〜Rein carnation〜」                                                 | 朗読ミュージカル『ZWEI〜Rein carnation〜』主題歌              |
| 10月6日        | ZWEI〜Rein carnation〜                                | 海（松本さち）、桃子（河原木志穂） | 「また巡り会う日まで」                                                     |                                                               |
| 10月6日        | ZWEI〜Rein carnation〜                                | 桃子（河原木志穂） | 「また巡り会う日まで」                                                     |                                                               |

### キャラクターソング
| 発売日   | 商品名                                                                                   | 歌                                                           | 楽曲                                                                        | 備考                                                      |
| 2005年   | 2005年                                                                                   | 2005年                                                       | 2005年                                                                      | 2005年                                                    |
| -------- | ---------------------------------------------------------------------------------------- | ------------------------------------------------------------ | --------------------------------------------------------------------------- | --------------------------------------------------------- |
| 12月22日 | IZUMO2 猛き剣の閃記 キャラクターソング＆ドラマCD Vol.4 ヒミコ＆大斗剛                    | ヒミコ（河原木志穂）                                         | 「想い出の眠る街」                                                          | テレビアニメ『IZUMO -猛き剣の閃記-』関連曲                |
| 2006年   |                                                                                          |                                                              |                                                                             |                                                           |
| 1月27日  | ローゼンメイデン トロイメント Original Sound Track                                       | 柿崎めぐ（河原木志穂）                                       | 「瞬」                                                                      | テレビアニメ『ローゼンメイデン トロイメント』挿入歌       |
| 4月26日  | 鍵姫物語 永久アリス輪舞曲 Character Song Collection                                      | 篝木キリカ（河原木志穂）                                     | 「純愛記号」                                                                | テレビアニメ『鍵姫物語 永久アリス輪舞曲』関連曲           |
| 12月27日 | Gift 〜eternal rainbow〜 キャラクターソングミニアルバム                                  | 外薗綸花（河原木志穂）                                       | 「凛と、凛と」                                                              | テレビアニメ『Gift 〜eternal rainbow〜』関連曲            |
| 2007年   |                                                                                          |                                                              |                                                                             |                                                           |
| 12月5日  | 水銀燈の今宵もアンニュ〜イ Vol.3 〜クリスマススペシャル〜                                | 柿崎めぐ（河原木志穂）                                       | 「Thankful Anniversary（Megu Ver.）」                                       | ラジオCD『水銀燈の今宵もアンニュ〜イ』関連曲              |
| 12月26日 | 鉄道むすめ キャラクターソングコレクション Vol.7 中山ゆかり                               | 中山ゆかり（河原木志穂）                                     | 「スマイルループ」 「トレイン to トレイン #中山ゆかり」                     | キャラクターソング企画『鉄道むすめ』関連曲                |
| 2010年   |                                                                                          |                                                              |                                                                             |                                                           |
| 7月21日  | 真・恋姫†無双 歌将大乱                                                                   | 公孫賛（河原木志穂）、張角（岡嶋妙）                         | 「断断断断断断然!」                                                         | テレビアニメ『真・恋姫†無双 〜乙女大乱〜』関連曲          |
| 10月8日  | School Days VOCAL COMPLETE ALBUM                                                         | 西園寺世界（河原木志穂）、桂言葉（岡嶋妙）                   | 「イノセント・ブルー（世界&言葉ver）」 「ファーストノート（世界&言葉ver）」 | テレビアニメ『School Days』関連曲                         |
| 10月8日  | School Days VOCAL COMPLETE ALBUM                                                         | 河原木志穂、岡嶋妙                                           | 「Still I Love You〜みつめるよりは幸せ〜（世界&言葉ver）」                  | PCゲーム『School Days HQ』オープニングテーマ              |
| 2011年   |                                                                                          |                                                              |                                                                             |                                                           |
| 8月3日   | 星空へ架かる橋 キャラクターソングアルバム                                                | 万千歌（河原木志穂）                                         | 「一人星〜ひとりぼし〜」                                                    | テレビアニメ『星空へ架かる橋』関連曲                      |
| 12月7日  | MAJI-SONGS                                                                               | 橘天衣（河原木志穂）                                         | 「I'm back」                                                                | テレビアニメ『真剣で私に恋しなさい!!』関連曲              |
| 2012年   |                                                                                          |                                                              |                                                                             |                                                           |
| 4月18日  | 真剣で私に恋しなさい!! 第6巻 Blu-ray版特典 タカヒロさん書き下ろしCD「天衣をひとりじめ!」 | 橘天衣（河原木志穂）                                         | 「君の真剣をちょうだい（橘天衣ソロver）」                                   | テレビアニメ『真剣で私に恋しなさい!!』関連曲              |
| 8月      | 奇跡のひとしずく                                                                         | ソロル                                                       | 「奇跡のひとしずく」                                                        | ドラマCD『ゴールデンドロップ 雨露に眠るエメラルド』主題歌 |
| 2013年   |                                                                                          |                                                              |                                                                             |                                                           |
| 5月2日   | ドラマCD『姫と林檎にくちづけを 外伝』淑女版                                              | 白雪姫（河原木志穂）                                         | 「ときみつるよの子守唄」                                                    | ドラマCD『姫と林檎にくちづけを 外伝』挿入歌               |
| 8月      | ミラクル・ホープ                                                                         | ソロル                                                       | 「ミラクル・ホープ」                                                        | ラジオ『katsu-o フレーク！』エンディングテーマ            |
| 11月13日 | ディズニー・チャンネル 10周年記念 ベスト・アルバム                                       | 宮田幸季、永田亮子、河原木志穂、立花敏弘、ヴォイスフィールド | 「ギチ・ギチ・グーは愛してる（エクステンデッド・バージョン）［日本語歌］」  | アニメ『フィニアスとファーブ』関連曲                      |
| 11月27日 | 新・水銀燈の今宵もアンニュ〜イ                                                           | 柿崎めぐ（河原木志穂）                                       | 「からたちの花〜めぐver.〜」                                                | テレビアニメ『ローゼンメイデン』挿入歌                    |
| 2016年   |                                                                                          |                                                              |                                                                             |                                                           |
| 9月28日  | 暗殺教室 ベストアルバム〜Music Memories〜                                                | 3年E組                                                       | 「旅立ちのうた」                                                            | テレビアニメ『暗殺教室』挿入歌                            |

## その他

### 作詞
- 「momo」（plume petite、2010年）
- 「星の記憶」、「未来地図」（Matsu-Ragi-Sue、2016年）

### 書籍
- マイタフォトブ（2009年12月30日）
- インターネットラジオステーション＜音泉＞×Animage -10th Anniversary Memorial Photo & Media Book-（2014年12月29日）
- ザ・クビヅカI 鼻組特集（2016年9月3日）

### カレンダー
- plume petite 2011カレンダー（2010年）